# Plicosepalus acaciae
Plicosepalus acaciae là một loài thực vật có hoa trong họ Loranthaceae. Loài này được (Zucc.) Wiens & Polhill miêu tả khoa học đầu tiên năm 1985.